# Adattisztítás
Az adattisztítás a statisztikai adatfeldolgozás bevezető lépéseinek egyike.
Az adattisztítás során
- felmérjük a hibákat
  - ellenőrizzük az adatfájl szerkezeti épségét
  - felmérjük a hiányzó értékeket
  - felmérjük az adatközlési és adatbeviteli hibákat
    - megvizsgáljuk az egyes változók eloszlását
      - az eloszlások szélein elhelyezkedő extrém értékeket ellenőrizzük
      - felmérjük, hogy az eloszlások megfelelnek-e az előzetes elvárásainknak, vannak-e nem várt sűrűsödések, ritkulások egyes értéktartományokban (például durva kerekítés vagy eltérő mértékegység használata az adatszolgáltatók egy részénél)

    - megvizsgáljuk, hogy a változók közötti triviális összefüggések teljesülnek-e (például vizsgálat dátuma ≥ születés dátuma)
- a hibásnak tűnő adatokat felülvizsgáljuk, javítjuk.